# جايسون هاثاواي
جايسون هاثاواي هو سائق سيارة سباق كندي، ولد في 22 نوفمبر 1976.